# Hilyotrogus piceosericeus
Hilyotrogus piceosericeus är en skalbaggsart som beskrevs av Moser 1913. Hilyotrogus piceosericeus ingår i släktet Hilyotrogus och familjen Melolonthidae. Inga underarter finns listade i Catalogue of Life.